# Jens Lapidus
Jens Lapidus nació el 24 de mayo de 1974 en Hägersten, un barrio de Estocolmo en Suecia. Es un abogado penalista y escritor sueco. Debutó con su primera novela en agosto de 2006 con Snabba Cash. Vive en Estocolmo con su mujer y su hijo.
Afirma que en su obra se aleja conscientemente de la tradición de la novela negra escandinava, para inspirarse más en la novela negra estadounidense y en James Ellroy, uno de sus autores favoritos por su forma de escribir y la utilización de un lenguaje muy violento con el cual -dice- "se genera una impresión muy fuerte para el lector". Asevera también que "la justicia perfecta desde un punto de vista moral es imposible".

## Adaptaciones cinematográficas
En agosto de 2011 se estrenó en España la producción del año anterior Dinero fácil (Snabba Cash) producida en Suecia por Film i Väst, Tre Vänner Produktion AB y realizada bajo la dirección de Daniel Espinosa con guion de Fredrik Wikström sobre la novela del mismo título de Lapidus.